# Ștefan Ignat
Ștefan Ignat este un bariton român, solist al Operei Naționale București.

Ştefan Ignat în rolul Oedipe, la Urbana-champaing, foto: Mihai Cosma

## Roluri
Principala sa realizare este rolul Oedipe din opera omonimă de George Enescu, pe care l-a cântat pe scenele din București și Iași iar în străinătate în Italia, Statele Unite ale Americii, Portugalia etc.
Alte roluri, jucate pe scenele principalelor opere din România, sunt Escamillo (Carmen), Germont (La traviata), Scarpia (Tosca), Alfio (Cavalleria rusticana), Contele de Luna (Trubadurul), Contele (Nunta lui Figaro), Amonastro (Aida), Valentin (Faust) etc.
A apărut ca solist în numeroase concerte vocal-simfonice, în spectacole de gală, recitaluri etc.
Este invitat în mod curent la teatrele de operă din străinătate.

## Premii
A primit Premiul revistei "Actualitatea muzicală" pe anul 2005, pentru interpretarea rolului Oedipe în premiera americană a operei omonime a lui George Enescu

## Discografie
Apare în rolul titular în distribuția aleasă de dirijorul Ian Hobson pentru integrala pe CD a operei Oedipe de George Enescu, producător casa de discuri TROY, nr. de catalog 681/682.